# Solmaz Daryani
Solmaz Daryani, née en 1989 en Iran, est une photographe documentaire iranienne.

## Biographie
Solmaz Daryani apprend la photographe sur Internet, elle est autodidacte. Originaire de cette région, elle documente dans son projet The Eyes of Earth la catastrophe écologique du lac d'Ourmia. Nathalie Masduraud et Valérie Urrea, réalisent son portrait dans leur documentaire Focus Iran, l'audace au premier plan, réalisé en 2017. La même année, son travail est présenté en France à Arles.

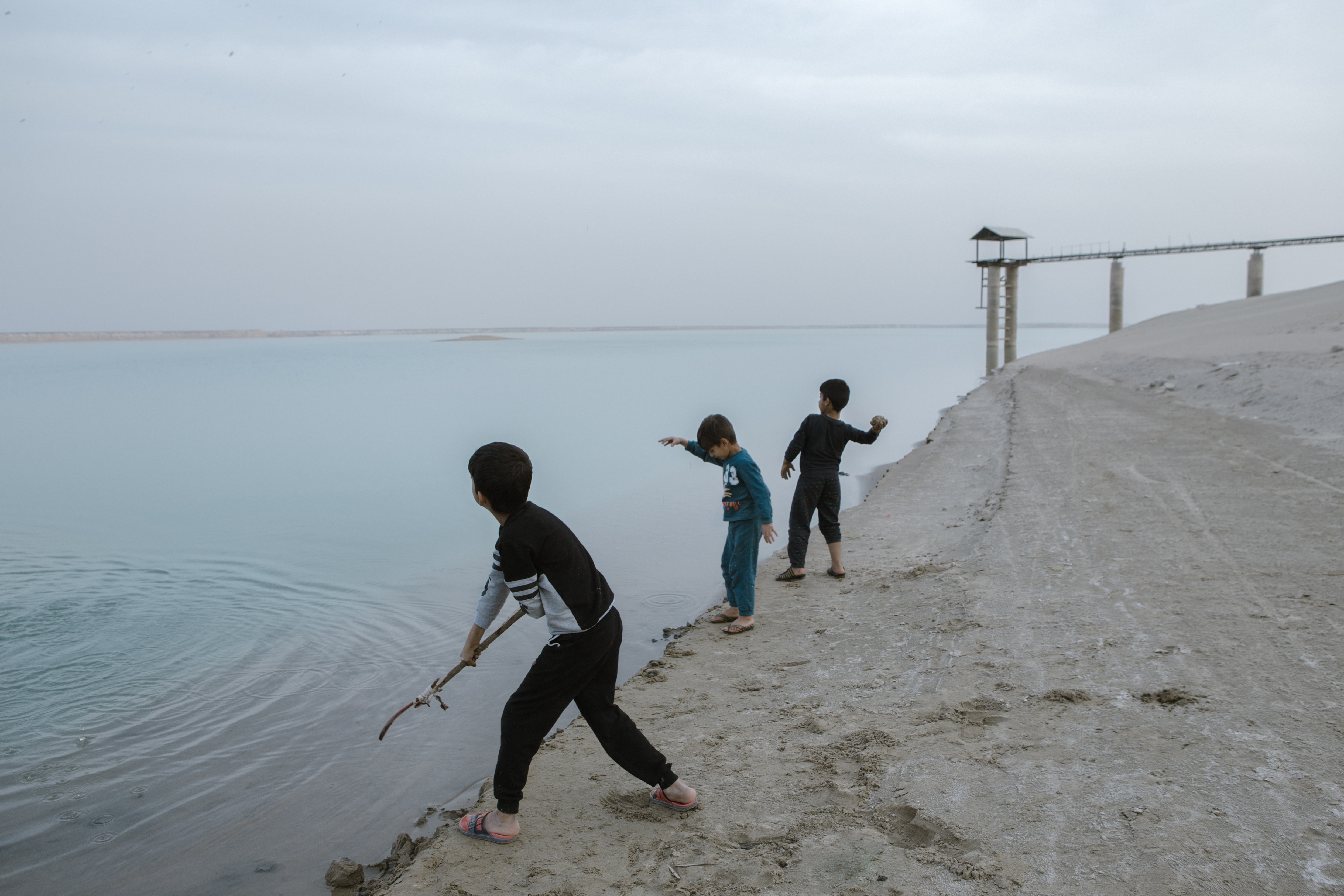
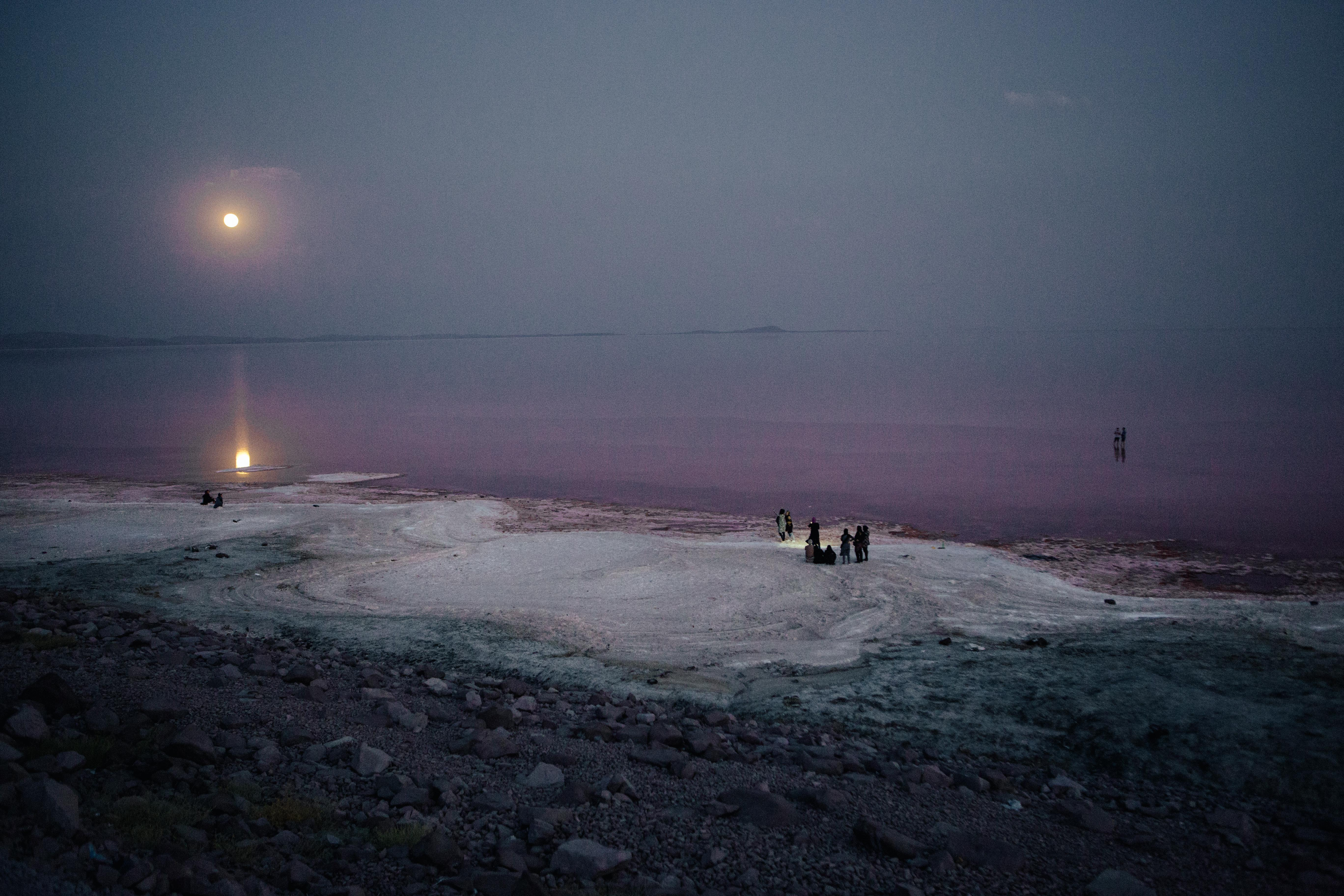
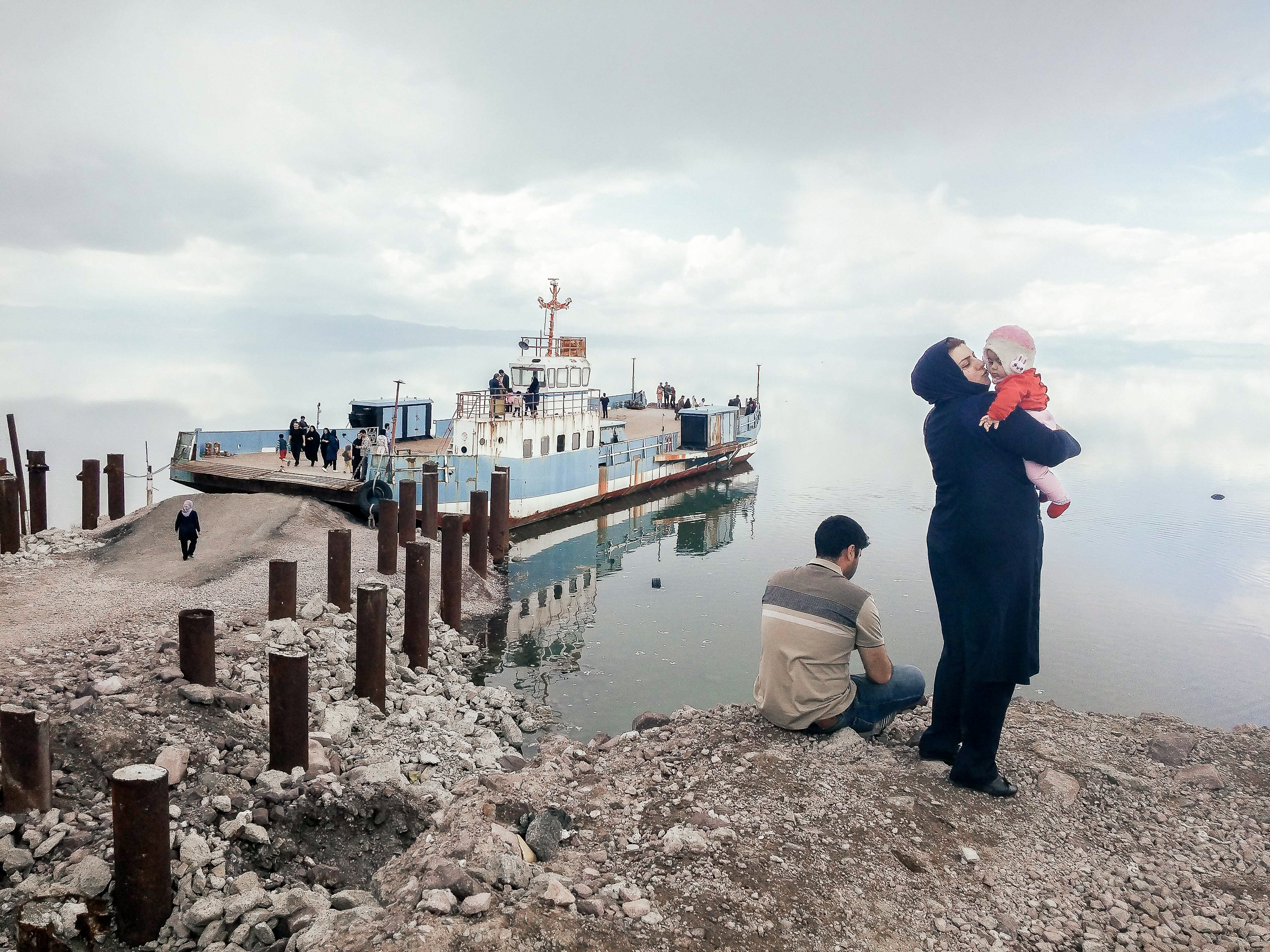
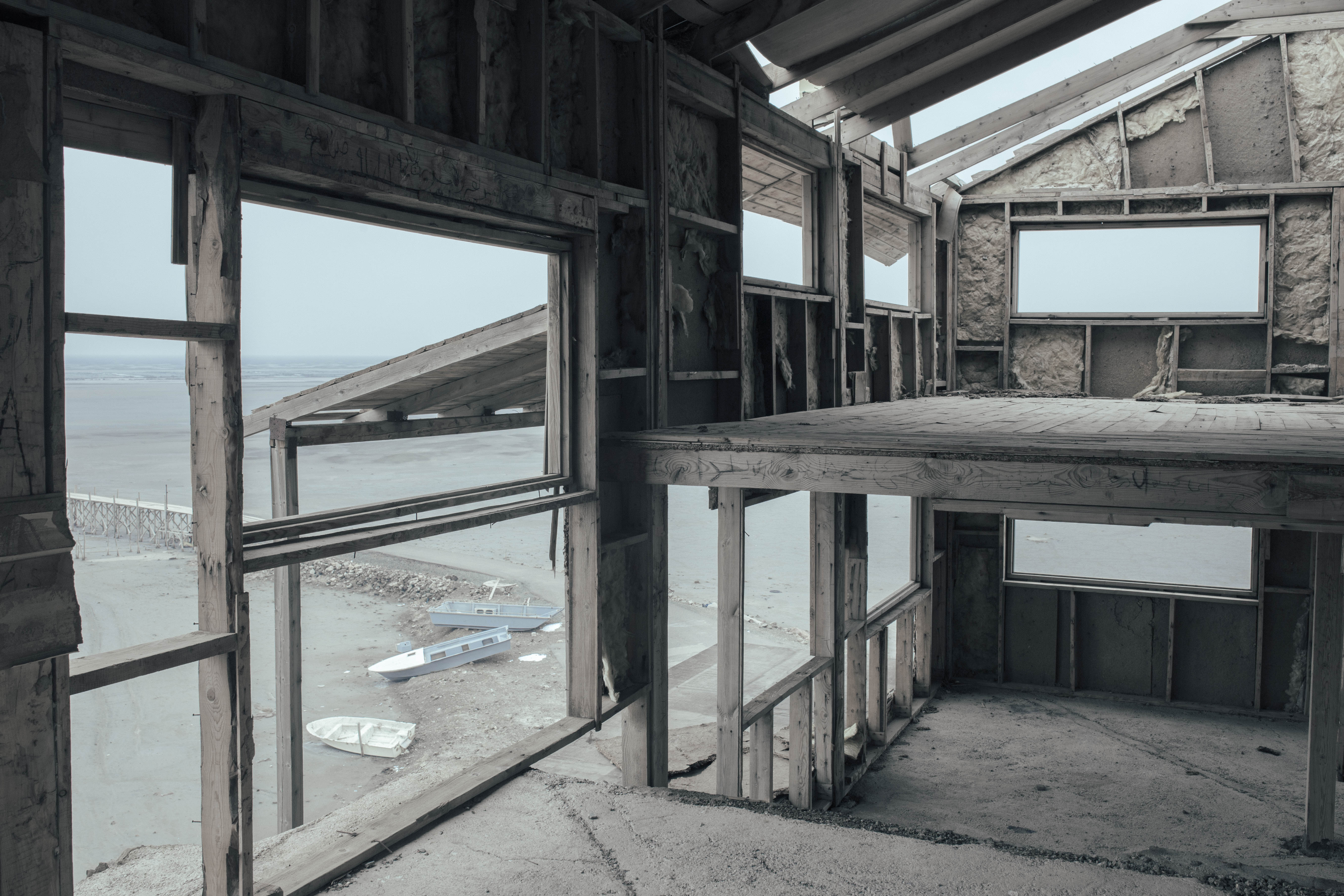

## Prix et distinction
- IdeasTap Photographic Award, pour The Eyes of Earth, 2015